# علي رضا قرباني
علي رضا قرباني (بالفارسية: عليرضا قربانى) مواليد 4 فبراير 1972 مغني إيراني يقدم أغاني تقليدية، بدأ دراسة الأداء الصوتي في سن الثانية عشرة، بدأ بتلاوة القرآن، وعندما بلغ 27 عام كان مغني في الأوركسترا الوطنية بإيران، اشتهر بتقديم الأشكال التقليدية من الموسيقى الإيرانية كالرديف والتصنيف متغنيًا بأشعار قديمة مثل قصائد جلال الدين الرومي ورباعيات الخيام وغيرهما. يعتبر من أشهر المغنيين الإيرانيين وتتميز أعماله بالتنوع والمزج بين أشكال وثقافات فنية عديدة حيث قدم العديد من الأعمال المشتركة مع فنانين من بلدان مختلفة كفرنسا والهند ومالي كما أصدر ألبوم مشترك بينه وبين المغنية التونسية درصاف الحمداني باسم «النشوة» الذي يعتمد على نصوص رباعيات الخيام ويمزج الألبوم بين اللغتين العربية والفارسية، وقد أُصدر له حتى الآن 19 ألبوم متوفرة في إيران وفي أوروبا ومنشورة على أغلب المتاجر الإلكترونية. في عام 2000 بدأ أولى جولاته لإقامة حفلات خارج إيران والمنطقة بصحبة الموسيقار فرهاد فخرالدیني والأوركسترا الوطنية الإيرانية لينتقل بعدها إلى العالمية

## ديسكوغرافيا

### ألبومات
- ألبوم (اشتياق) مع فرهاد فخرالدیني
- ألبوك فصل باران (موسم الأمطار)
- أليوم از خشت وخاک (من الطين والتراب)
- ألبوم سوگواران خموش
- ألبوم روی در آفتاب (وجها لوجه مع الشمس)
- ألبوم سرو روان
- ألبوم سمفونی مولانا (سيمفونية مولانا)
- ألبوم رسوای زمانه
- ألبوم قاف عشق
- ألبوم بر سماع تنبور (أنشودة التنبور)
- ألبوم جلوهٔ گل
- ألبوم حریق خزان
- ألبوم النشوة (Ivresse) مع درصاف الحمداني
- ألبوم هم آواز پرستوهای آه
- ألبوم رفتم وبار سفر بستم
- ألبوم قطره‌های باران (قطرات المطر)
- ألبوم سودایی
- ألبوم دختِ پری وار
- ألبوم من عاشق چشمت شدم
- ألبوم دُخت پری‌وار
- ألبوم فروغ (نيران

## الجوائز والتكريمات
- حائز على جائزة الغناء الموسيقي الإيراني من مهرجان الفجر الموسيقي الحادي والثلاثين عام 2014 عن ألبوم "قطرات المطر".
- فزت بجائزة الغناء الموسيقي الإيراني من مهرجان الفجر الموسيقي الثاني والثلاثين عام 2015 عن ألبوم أحب عيونك.
- حائز على جائزة الغناء الموسيقي الإيراني من مهرجان الفجر الموسيقي الثالث والثلاثين عام 2016 عن ألبوم فروغ.
- حصل على جائزة أفضل ألبوم لعام 1989 من مهرجان بيت الموسيقى عام 2013 لقاف عشق.
- الفائز بجائزة الألبوم المختار للموسيقى التقليدية في قسم البكالوريوس في مهرجاننا الموسيقي الأول عام 2012 لألبوم حارق خزان.
- حصل على جائزة أفضل ألبوم موسيقي إيراني معاصر وأصيل وتقليدي في القسم الجامعي لمهرجاننا الموسيقي الثالث عام 2014 عن ألبوم "قطرات المطر".
- الفائز بجائزة القطعة المنفردة المختارة خارج ألبوم الموسيقى الإيرانية المعاصرة والأصيلة والتقليدية من مهرجاننا الموسيقي الثالث عام 2014 عن مقطوعة الستارة.
- الفائز بجائزة المقطوعة المختارة من الموسيقى الإيرانية المعاصرة والتقليدية في القسم الشعبي لمهرجاننا الموسيقي الخامس لعام 2017 عن مقطوعة "تشاهارا اسطنبول".
- حصل على جائزة أفضل أغنية فيلم ومسلسل من مهرجان الصورة العالمي الحادي عشر عام 2008 عن أغنية مسلسل درجة الصفر.
- الحائز على جائزة أفضل أغنية فيلم ومسلسل من مهرجان الصورة العالمي الرابع عشر عام 2013 عن أغنية المسلسل التلفزيوني "الحقيقة الحقيقة".
- الحائز على جائزة أفضل أغنية فيلم أو مسلسل من مهرجان الصورة العالمي التاسع عشر لعام 2018 عن أغنية فيلم شاراه اسطنبول.
- الحائز على جائزة أفضل أغنية لفيلم أو مسلسل من مهرجان عالم الصورة الحادي والعشرين عام 1400 عن أغنية مجموعة الخطيئة.
- الحائز على جائزة الأوسكار لعام 2019 عن فيلم El Sueño.
- الحائز على الميدالية البرونزية لجائزة الموسيقى العالمية لعام 2019 عن El Sueño.
- حائز على الميدالية الفضية لجائزة الموسيقى العالمية لعام 2020 عن مقطوعة الربابي[1]

## شهرته في العالم العربي
شارك علي رضا قرباني في مهرجان موازين بالمغرب لأربعة مرات مختلفة كما نلحظ إضافة ترجمة للغة العربية في العديد من أغانيه المنشورة على قناته الرسمية على موقع يوتيوب يوتيوب، إضافة لحضور اللغة العربية في أغاني ألبومه المشترك مع المغنية التونسية درصاف حمداني

## روابط خارجية
- علي رضا قرباني على موقع IMDb (الإنجليزية)
- علي رضا قرباني على موقع ميوزك برينز (الإنجليزية)
- علي رضا قرباني على موقع أول ميوزيك (الإنجليزية)
- علي رضا قرباني على موقع ديسكوغز (الإنجليزية)
- علي رضا قرباني على موقع قاعدة بيانات الفيلم (الإنجليزية)